# Chráněná krajinná oblast Pálava

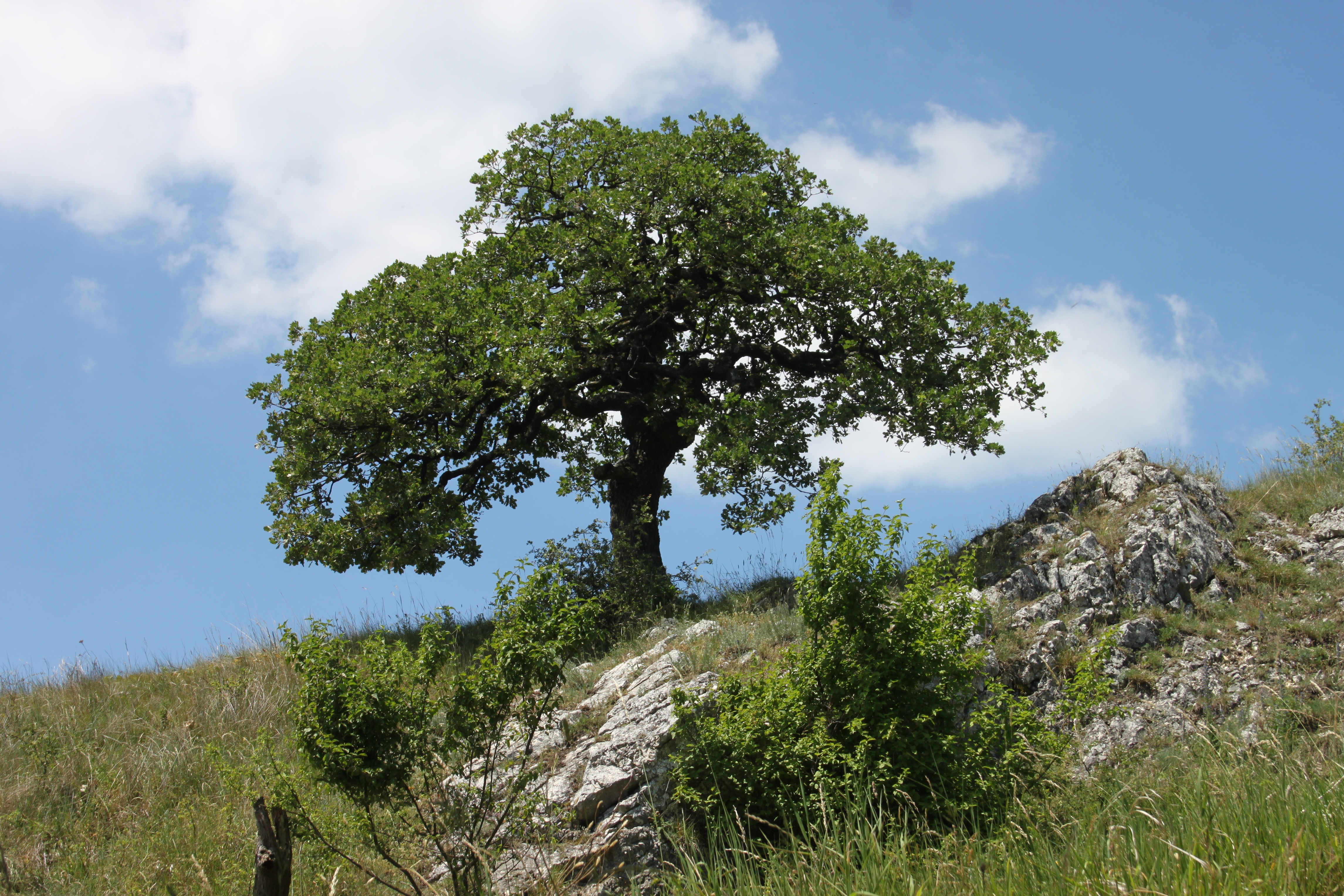
Dub šípák nad Soutěskou – strom byl inspirací pro logo CHKO

Chráněná krajinná oblast Pálava (CHKO Pálava), původně Chráněná krajinná oblast Palava, je chráněná krajinná oblast v Česku. Vyhlášena byla 3. května 1976. Správa CHKO sídlí v Mikulově, Dům přírody se nachází v Dolních Věstonicích. Rozloha CHKO činí 85 km², nadmořská výška se pohybuje v rozmezí 163 až 550 metrů, nejvyšším bodem je vrchol Děvína.
CHKO Pálava zahrnuje hřebeny Pavlovských vrchů, Milovický les a sníženinu jižně od něj až po státní hranici s Rakouskem. CHKO Pálava ochraňuje nejcennější biotopy druhově bohatých skalních, drnových a lučních stepí, lesostepí, teplomilných doubrav a suťových lesů vyvinutých na vápencových kopcích Pavlovských vrchů. Lesní komplex Milovického lesa tvoří teplomilné doubravy a panonské dubohabřiny se dvěma oborami pro chov zvěře. V nivě Dyje mezi Novými Mlýny a Bulhary se střídají lužní lesy s jinými mokřadními nebo vodními společenstvy.
V roce 1986 byla chráněná krajinná oblast Pálava organizací UNESCO zařazena do mezinárodní sítě biosférických rezervací chránících ukázky nejvýznačnějších světových ekosystémů. Na území CHKO byla v roce 2004 vyhlášena ptačí oblast. Předmětem ochrany jsou populace čápa bílého, orla mořského, včelojeda lesního, strakapouda jižního, strakapouda prostředního, pěnice vlašské, lejska bělokrkého a ťuhýka obecného.

## Maloplošná zvláště chráněná území
Na území chráněné krajinné oblasti leží následující maloplošná zvláště chráněná území:
Národní přírodní rezervaceDěvín, Křivé jezero, Lednické rybníky, Slanisko u Nesytu, Tabulová
Národní přírodní památkyKalendář věků
Přírodní rezervaceLiščí vrch, Milovická stráň, Svatý kopeček, Šibeničník, Turold
Přírodní památkyAnenský vrch, Kienberg, Kočičí kámen, Kočičí skála, Lom Janičův vrch, Na cvičišti, Růžový kopec

## Fotogalerie

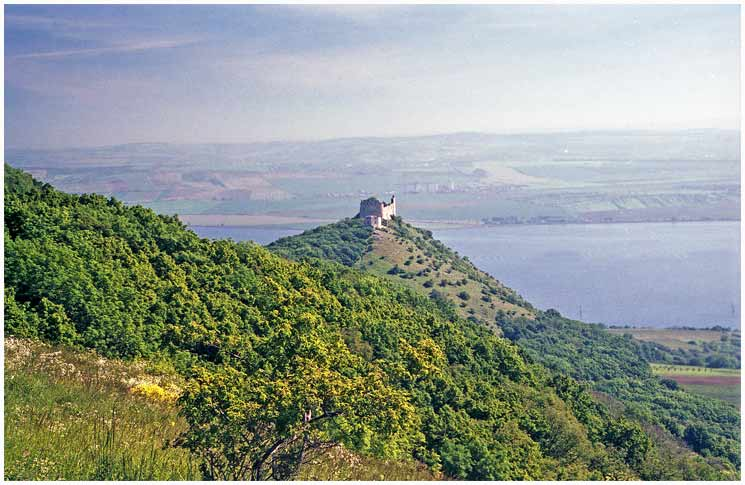
Děvičky, pohled z Děvína (pod nimi novomlýnské nádrže)
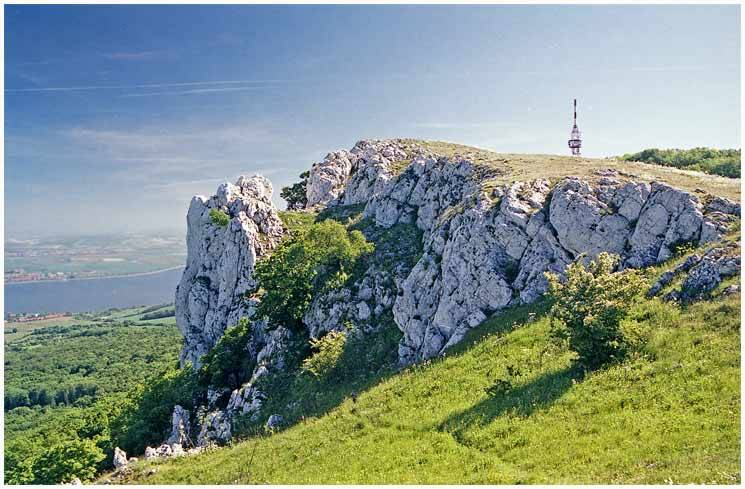
Děvín
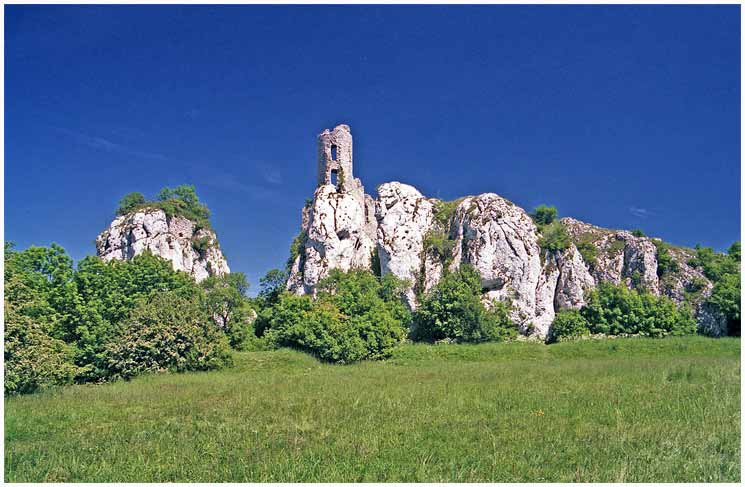
Sirotčí hrádek u Klentnice
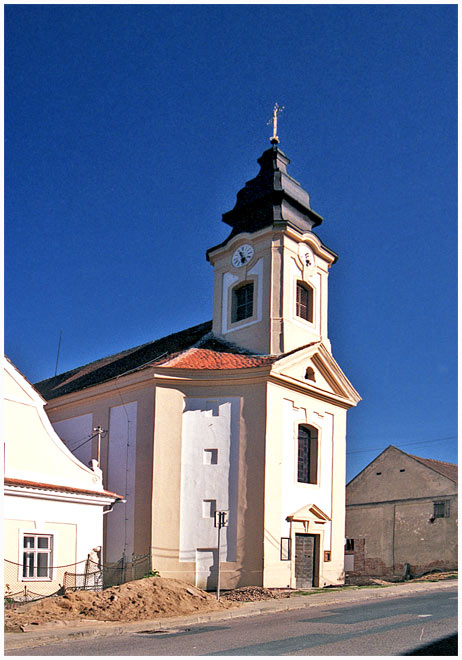
Kostel v Klentnici
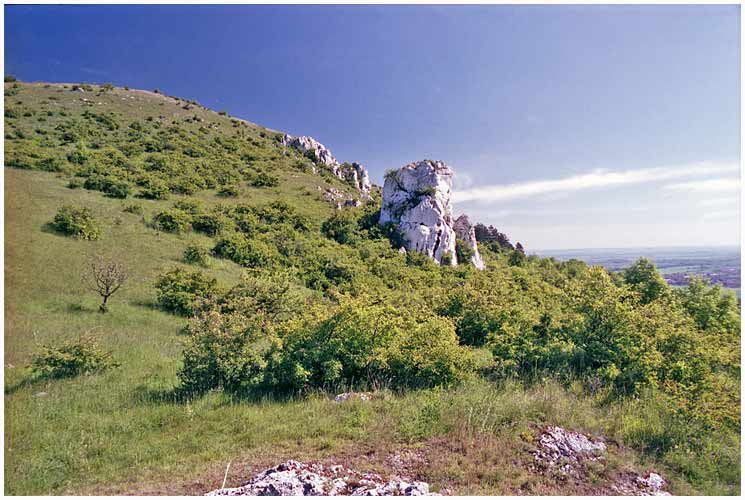
PR Růžový kopec
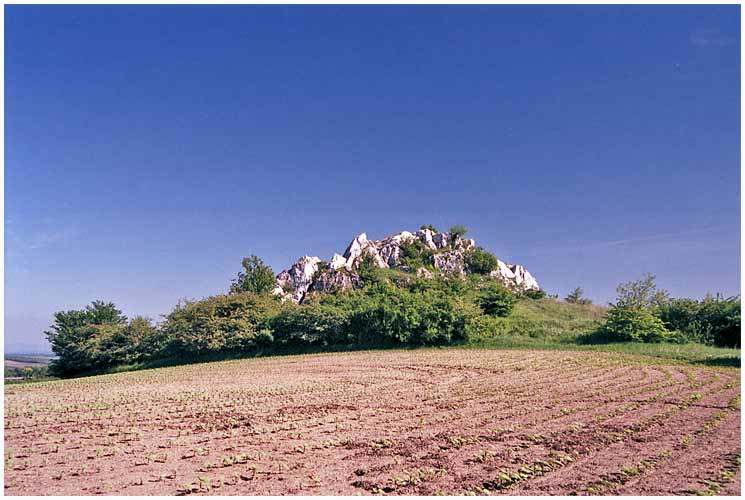
PP Kočičí skála
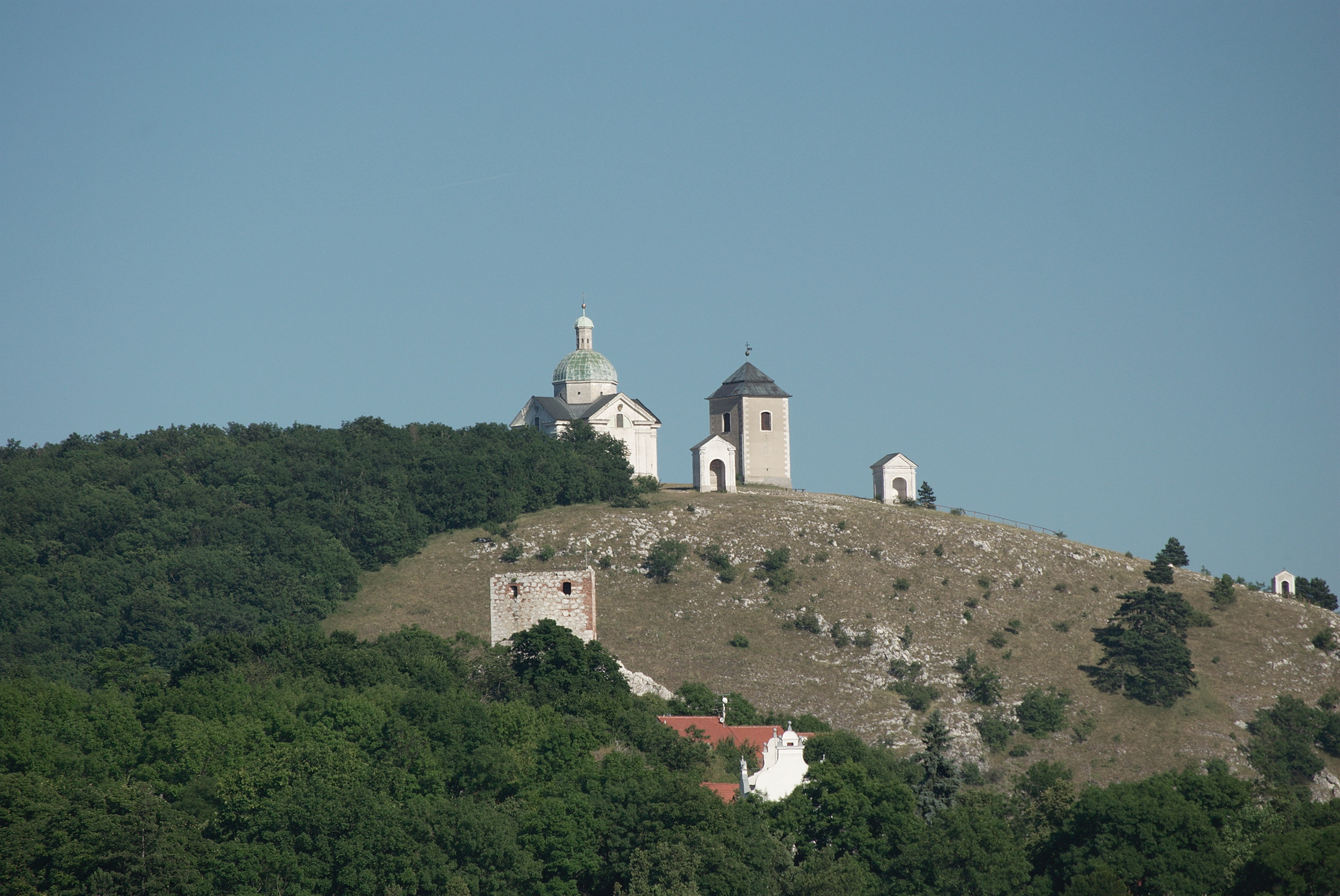
Svatý kopeček nad Mikulovem
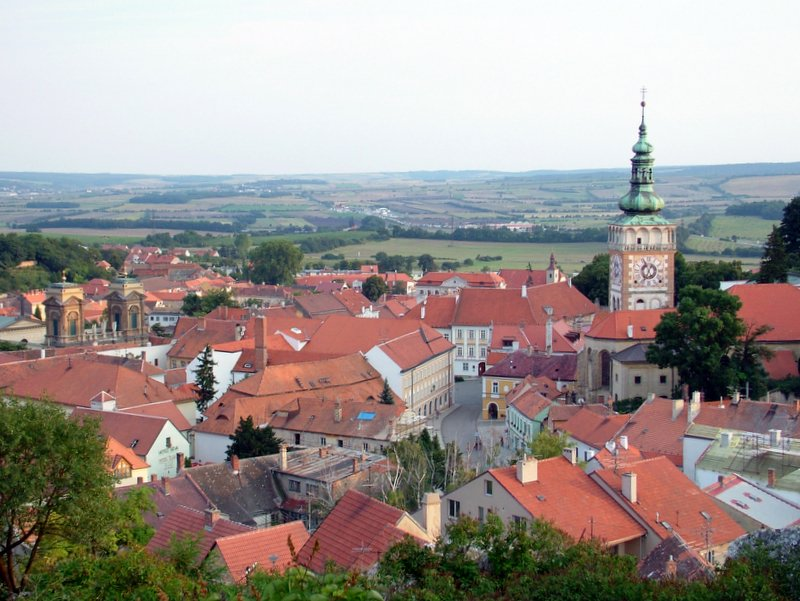
Mikulov, městská památková rezervace – pohled na jih
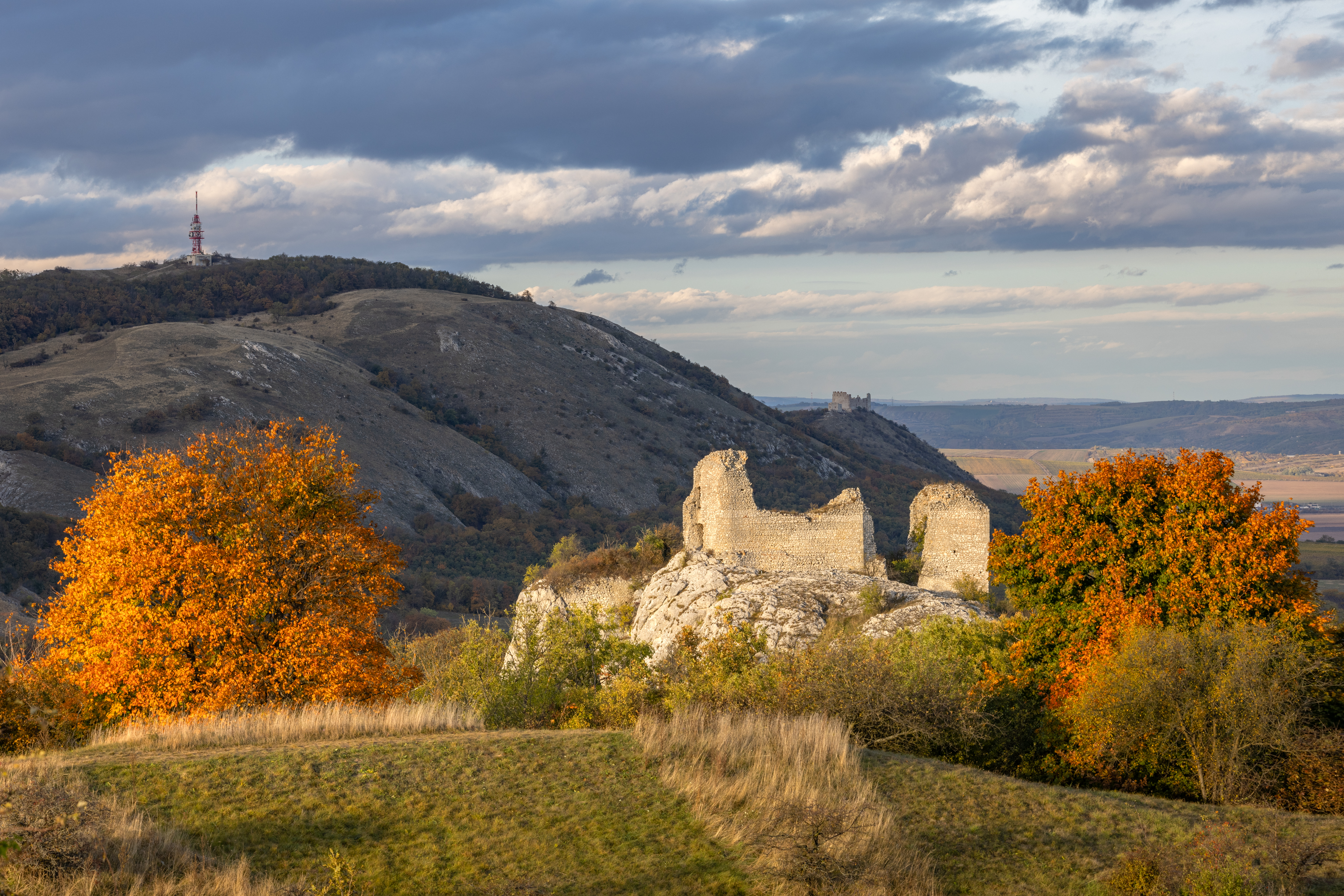
Sirotčí hrádek, Děvín, Děvičky